# Contea di Penghu
La contea di Penghu (澎湖縣T, Pénghú XiànP, P'eng-hu HsienW) è una contea di Taiwan.
Dal punto di vista geografico, coincide con le Isole Penghu.